# Zorge (Walkenried)

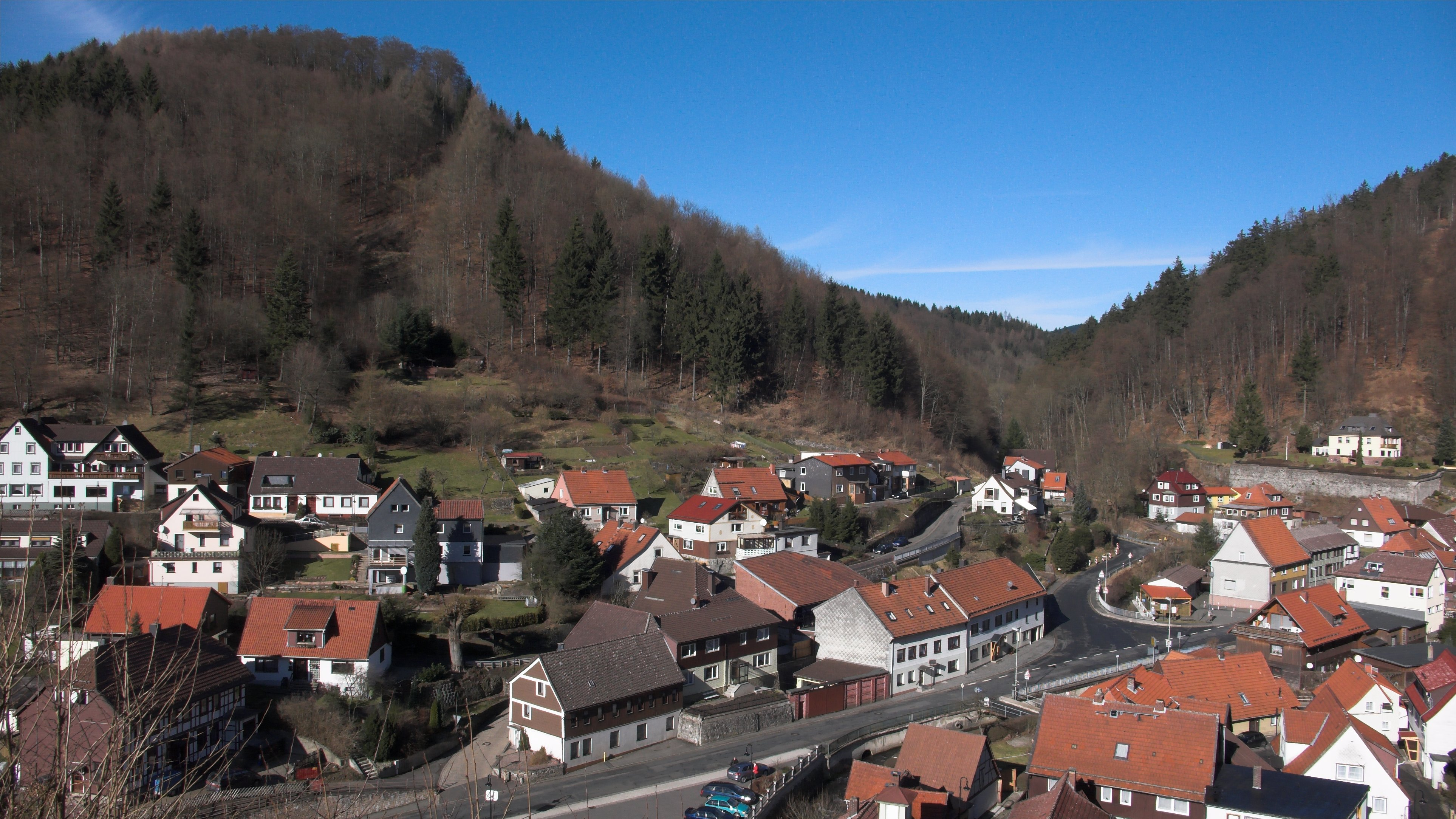
Widok na Zorge z dzwonnicy

Zorge – dzielnica gminy Walkenried w Niemczech, w kraju związkowym Dolna Saksonia, w powiecie Getynga. Do 31 października 2016 jako gmina wchodziła w skład gminy zbiorowej Walkenried w powiecie Osterode am Harz.

## Geografia
Dzielnica położona jest w górach Harzu, nad rzeką Zorge.